# Nocticanace hachijuoensis
Nocticanace hachijuoensis är en tvåvingeart som beskrevs av Ichiro Miyagi 1965. Nocticanace hachijuoensis ingår i släktet Nocticanace och familjen Canacidae. Inga underarter finns listade i Catalogue of Life.